# Mjötjärnen (Hortlax socken, Norrbotten, 723729-176677)
Mjötjärnen är en sjö i Piteå kommun i Norrbotten och ingår i Jävreån-Åbyälvens kustområde. Sjön har en area på 0,0501 kvadratkilometer och ligger 34,8 meter över havet.

## Delavrinningsområde
Mjötjärnen ingår i det delavrinningsområde (723685-176754) som SMHI kallar för Rinner mot Jävrefjärden. Medelhöjden är 22 meter över havet och ytan är 6,29 kvadratkilometer. Det finns inga avrinningsområden uppströms utan avrinningsområdet är högsta punkten. Avrinningsområdets utflöde mynnar i havet, utan att ha någon enskild mynningsplats. Avrinningsområdet består mestadels av skog (89 procent). Avrinningsområdet har 0,05 kvadratkilometer vattenytor vilket ger det en sjöprocent på 0,7 procent.